# Burguillos
Burguillos este un municipiu în provincia Sevilia, Andaluzia, Spania cu o populație de 3.680 locuitori.

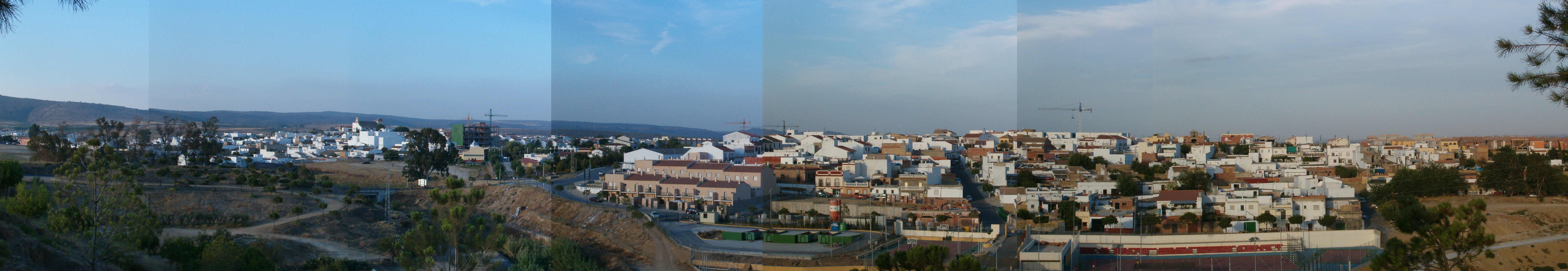
Panoramă a municipiului

1. ↑   https://www.lavozdelsur.es/la-voz-seleccion/reportajes/miedo-silencio-incertidumbre-en-burguillos-por-llegada-fondo-buitre-pueblo-esta-triste_314647_102.html Lipsește sau este vid: |title= (ajutor)
2. ↑  Nomenclátor Geográfico de Municipios y Entidades de Población (20240402 edition)